# Mezquitilla de Al-Eta-Alcuaz (Tudela)
La Mezquita de Al-Eta-Alcuaz de Tudela (Navarra) fue una mezquita menor, conocida por ello como Mezquitilla, ubicada en el antiguo barrio tudelano de la Morería. Se hallaba en los solares que hoy ocupa la Plaza del Cofrete del Casco Antiguo de la ciudad.

## Descripción general
Se desconoce su aspecto, pero su tamaño debió ser muy reducido, de ahí su sobrenombre de mezquitilla. La podemos imaginar quizás como el Oratorio de Cristo de la Luz de Toledo, una pequeña mezquita cuadrada sin patio que consta de nueve estancias con cuatro columnas en medio, o más probablemente como la mezquita almohade de Jerez de la Frontera, otra pequeña mezquita de unos 350 m², con patio y oratorio, y un alminar en un ángulo.

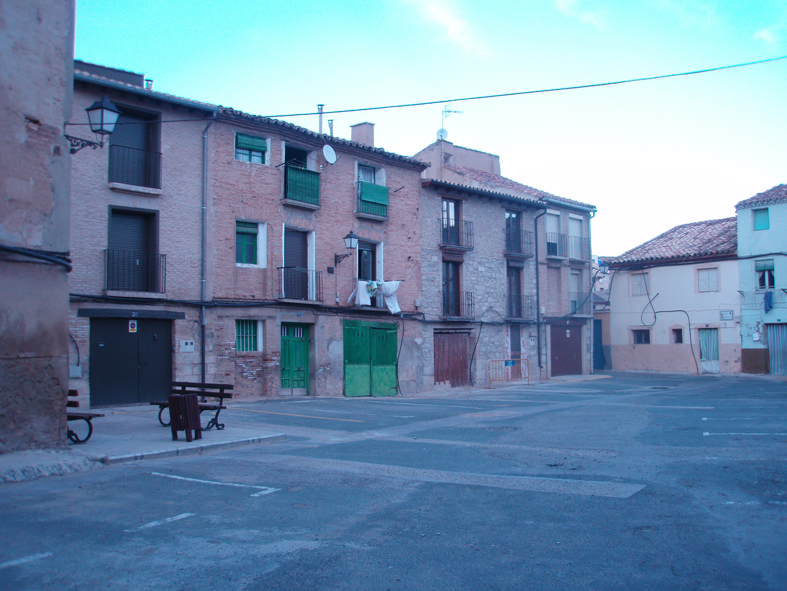
Plaza del Cofrete de Tudela; ubicación de la desaparecida Mezquita de Al-Eta-Alcuaz.

## Historia y cronología de construcción
Al igual que la Mezquita de La-Alcazara, la que fuera mezquita mayor de la Morería tudelana, la Mezquitilla de Al-Eta-Alcuaz debió ser construida poco después de la reconquista de Tudela por Alfonso I el Batallador en 1113 y derribada a principios del siglo XVI, ignorándose la fecha. Consta que estaba en pie en 1517, pero no debió persistir mucho tiempo más.